# Curtis Jones (Fußballspieler)
Curtis Julian Jones (* 30. Januar 2001 in Liverpool) ist ein englischer Fußballspieler, der als Mittelfeldspieler für den Premier-League-Klub FC Liverpool spielt.

## Karriere

### Verein
Der im Stadtzentrum von Liverpool aufgewachsene Jones begann für den FC Liverpool ab der U9-Auswahl zu spielen. Nach seinem U23-Debüt im Januar 2018 unterzeichnete Jones am 1. Februar 2018 seinen ersten Profivertrag. Er wurde in Liverpools Kader für das Premier-League-Spiel gegen den FC Everton am 7. April 2018 in den Kader nominiert, blieb jedoch ohne Einsatz. Jones gab sein Profidebüt am 7. Januar 2019 in der dritten Runde des FA Cup gegen Wolverhampton Wanderers. Sein zweites Pflichtspiel für den Verein fand am 25. September 2019 in einem League-Cup-Pokalspiel gegen Milton Keynes Dons statt, in dem er zum Spieler des Spiels gewählt wurde. In der nächsten Runde dieses Wettbewerbs verwandelte er den entscheidenden Elfmeter im Elfmeterschießen gegen den FC Arsenal, nachdem das reguläre Spiel 5:5 geendet hatte.
Er gab sein Debüt in der Premier League am 7. Dezember 2019 beim 3:0-Auswärtssieg gegen den AFC Bournemouth. Am 5. Januar 2020 stand Jones im FA-Cup-Spiel in Anfield gegen den FC Everton in der Startelf und erzielte in der 71. Minute mit einem fulminanten Schuss seinen ersten Treffer im Profiteam der Reds, der gleichzeitig den Einzug in die nächste Runde des FA-Cups bedeutete.
Im Dezember 2019 gewann Jones mit dem FC Liverpool die FIFA-Klub-Weltmeisterschaft 2019 gegen Flamengo Rio de Janeiro mit 1:0 nach Verlängerung, kam aber im Finale nicht zum Einsatz. Am Ende der Saison 2019/20 wurde er mit dem FC Liverpool Englischer Meister.

### Nationalmannschaft
Jones vertrat bisher verschiedene Jugendauswahlen von England. Mit der englischen U21-Nationalmannschaft gewann er die U21-Europameisterschaft 2023 und erzielte dabei im Finale den 1:0-Siegtreffer gegen Spanien.

## Titel

### Verein
International
- Klub-Weltmeister: 2019

England
- Meister (2): 2020, 2025
- Pokalsieger: 2022
- Ligapokalsieger (2): 2022, 2024
- Supercupsieger: 2022

### Nationalmannschaft
- U21-Europameister: 2023